# En'en no Shōbōtai
En'en no Shōbōtai (炎炎ノ消防隊), també conegut com a Fire Force, és un manga japonès escrit i dibuixat per Atsushi Ōkubo, encara en publicació. El publica l'editorial Kodansha i ha estat llicenciat a diversos països.
Ha estat adaptat a anime, que consta actualment de dues temporades.

## Argument
L'any 198 de l'era solar, Tòquio és una metròpoli molt poblada que es veu amenaçada per dimonis que fan que la gent esclati en flames a l'atzar. Els únics capaços d'aturar-los són els pirolluitadors, un grup de bombers especialitzat. El jove Shinra, dotat de la capacitat d'encendre els seus peus i viatjar a la velocitat d'un coet, vol esdevenir un heroi i és conscient que aquest grup és el lloc adient. Tanmateix, no és bo en seguir ordres.

## Manga
El manga començà a publicar-se el setembre de 2015 a la revista Weekly Shōnen Magazine, de l'editorial Kodansha, finalitzada la publicació del manga Soul Eater (2013) i la producció del seu anime (2014). A mesura que se n'han anat publicant els capítols, se n'han fet volums recopilatoris. Actualment se n'han publicat 25.
Ha estat llicenciat a diversos països com Itàlia, Alemanya, Taiwan, Espanya o Portugal.

## Anime
El novembre de 2018 s'anuncià l'adaptació del manga en una sèrie d'anime, produïda per David Production i emesa per TBS. Consta de dues temporades, la primera va començar el juliol de 2019 i va acabar l'emissió el desembre del mateix any, amb un total de 24 episodis. Pel que fa a la segona temporada, encara en emissió, va començar a emetre's el 3 de juliol de 2020 a la cadena TBS. La direcció l'assumí Tatsuma Minamikawa, en substitució de Yuki Yase.